# Gardien de but
Pour les articles homonymes, voir Gardien et But (homonymie).
Le gardien de but est un poste occupé par un joueur spécifique dans différents sports collectifs, chargé de faire arrêts, c'est-à-dire de garder son but inviolé en sorte que le ballon, la balle ou le palet (selon le sport) ne franchisse pas la ligne de but.

## Sports concernés

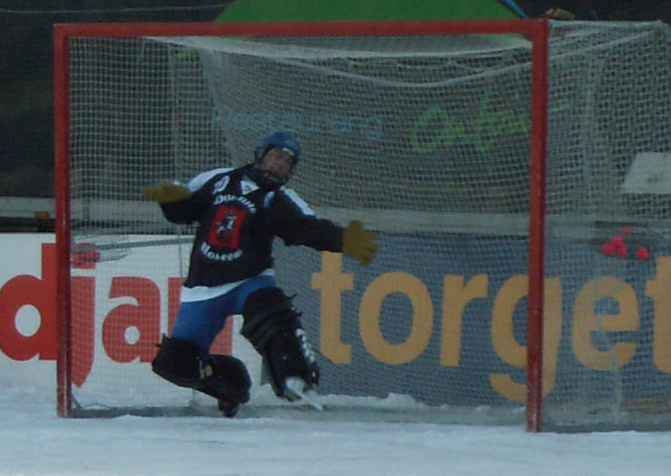
Un gardien de but au bandy.

On retrouve ce poste dans les sports suivants :
- les différentes formes de crosse : crosse au champ, crosse en enclos, crosse féminine, camogie, hurling, shinty
- les différentes formes de football : football, football gaélique, futsal, beach soccer
- les différentes formes de handball : handball à sept, handball à onze, beach handball
- les différentes formes de hockey : hockey sur gazon, hockey sur glace, floorball, street-hockey, rink hockey, hockey en salle, bandy
- les différentes formes de polo : water-polo, polo à bicyclette, kayak-polo.

## Au football

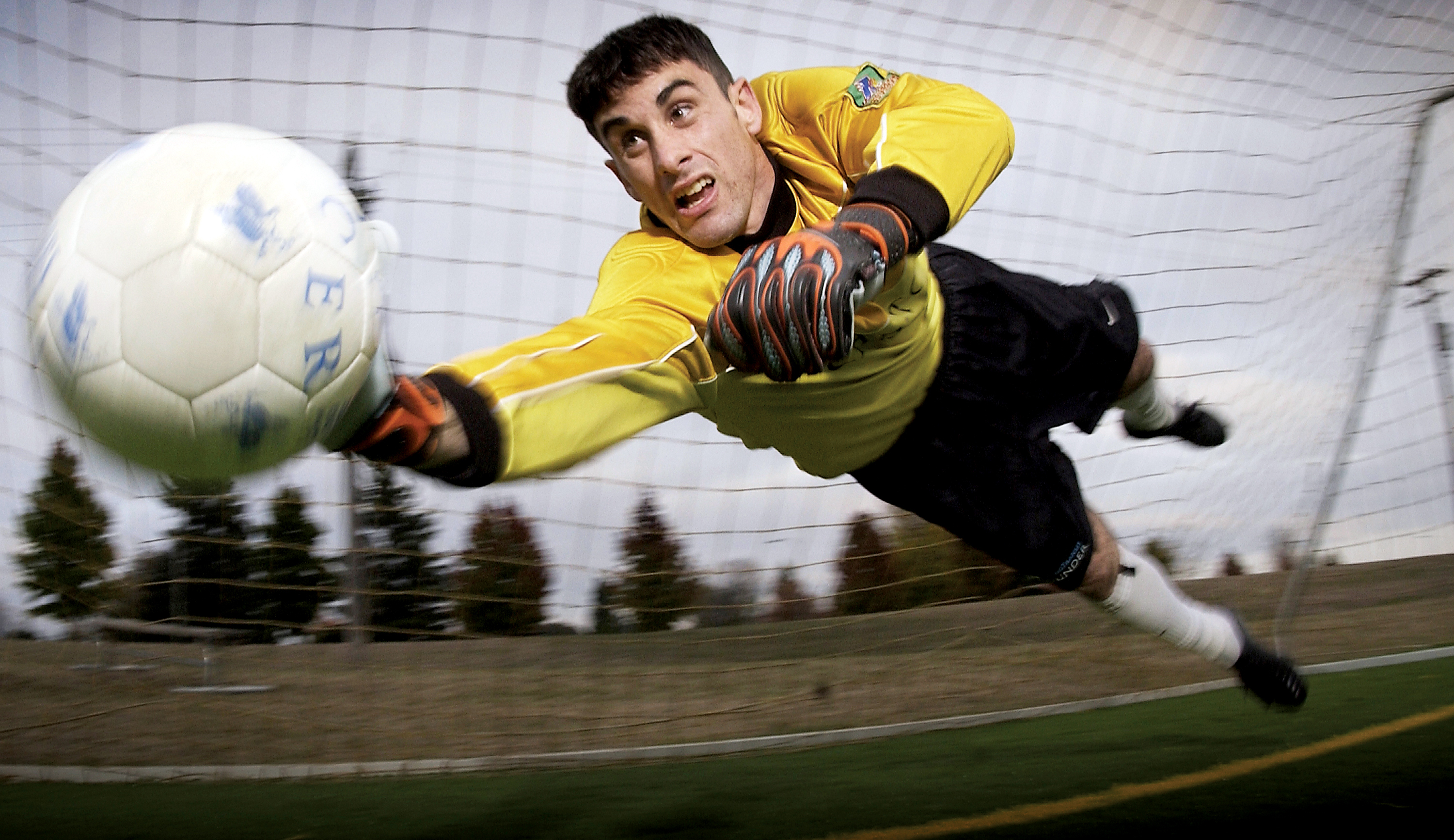
Un gardien de but au football.

Le gardien de but peut prendre le ballon dans les mains tant qu'il a les pieds dans la zone de 16 mètres.
Au football, le gardien de but défend un but de 7,32 m de large sur 2,44 m de haut. Il doit empêcher le ballon de rentrer avec la totalité de son corps. Parmi les équipements du gardien, citons les gants, les protège-tibias, éventuellement des shorts (ou pantalons) et maillots rembourrés pour amortir les chocs sur les plongeons. Différents termes désignent des techniques de gardien de but au football comme une claquette, un plongeon, une parade, une sortie, un dégagement, les poings...

## Au kayak-polo

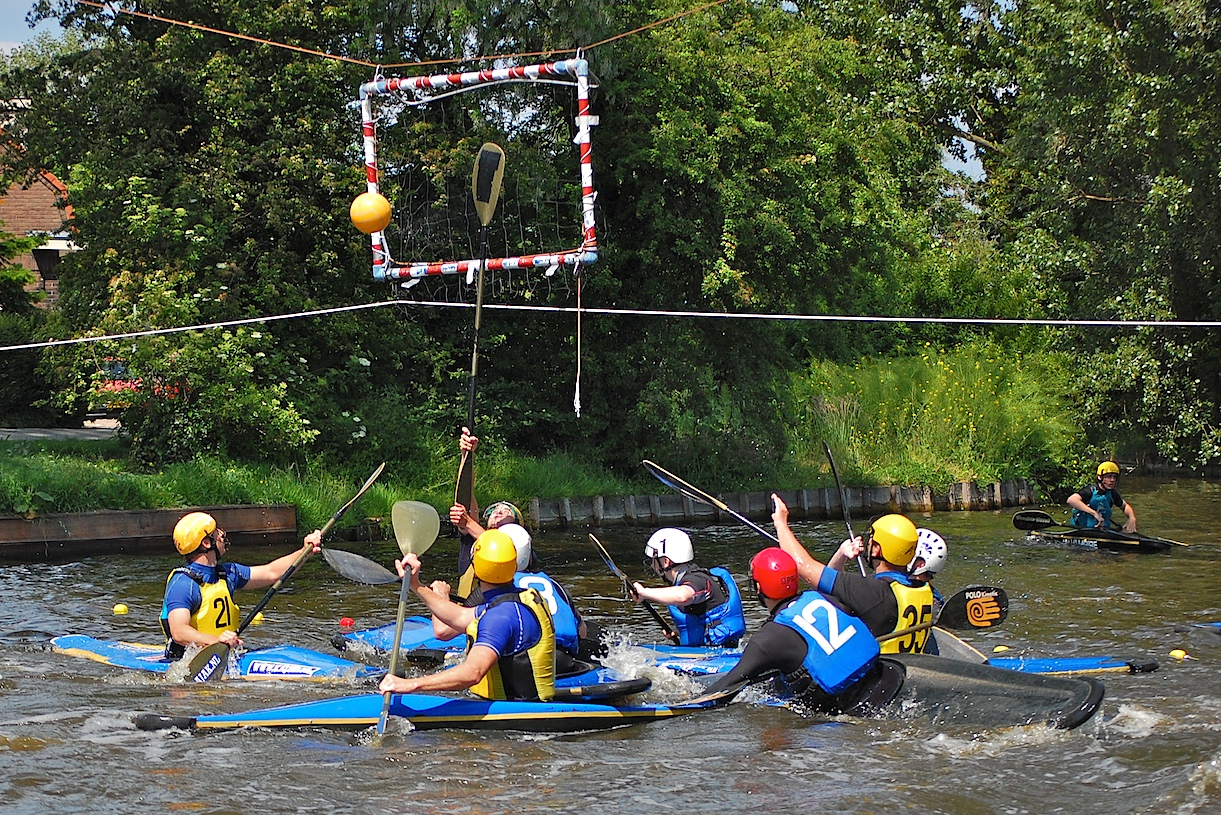
Gardien de but tentant d'arrêter un ballon avec sa pagaie au kayak-polo.

Le gardien de but, au kayak-polo, défend un but de 1,5 m de large et d'1 m de haut situé à 2 m au-dessus de l'eau. Il défend le but avec sa pagaie ou avec ses mains pour empêcher le ballon de rentrer. Le gardien de but est un poste particulier, son bateau ne doit pas être touché par les joueurs adverses. Le gardien de but est un joueur qui est placé sous le but de son équipe, qui ne pagaie pas et qui ne possède pas le ballon.
Le gardien de but se maintient sous le but avec sa pagaie ou avec une main.

## Au handball

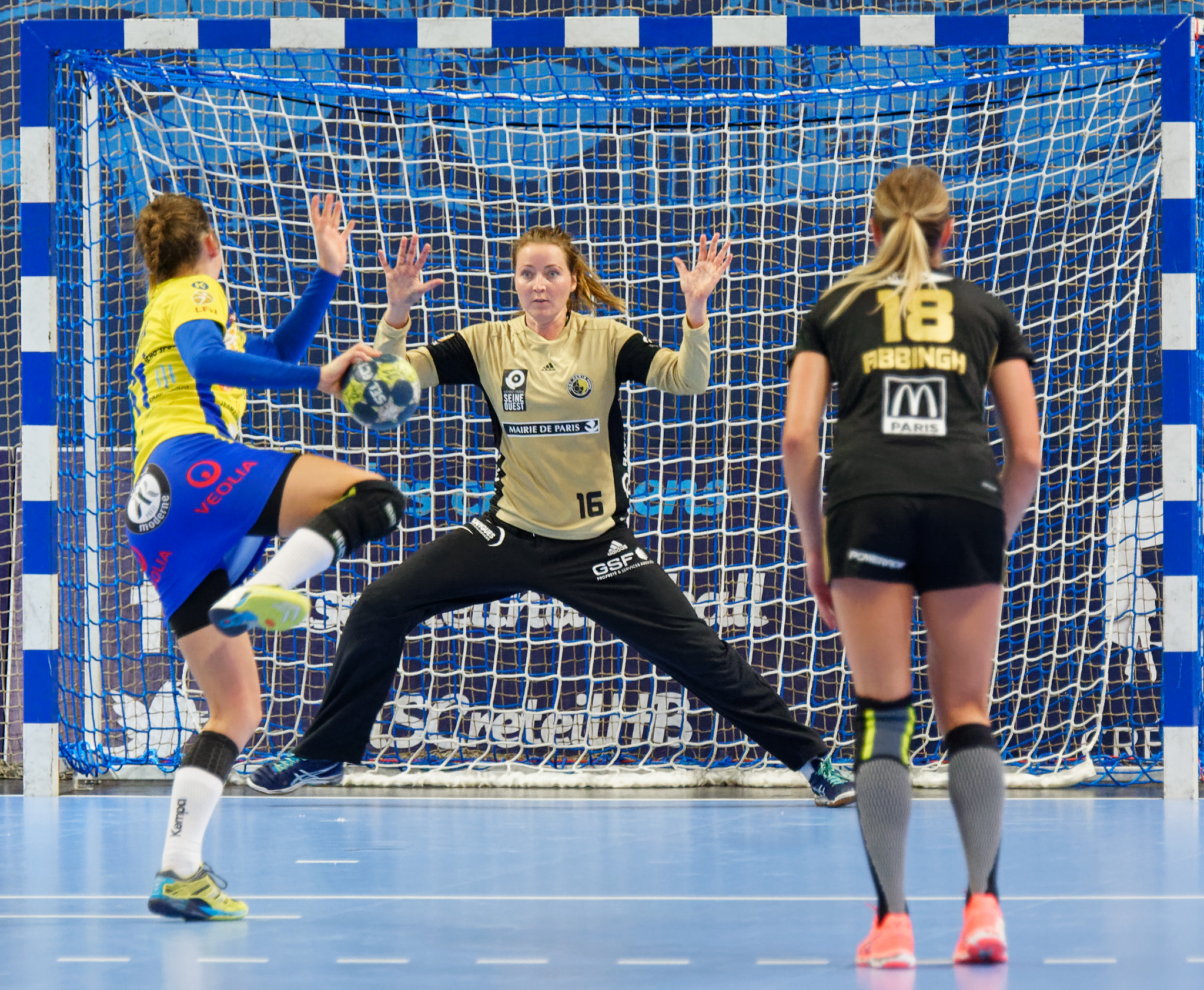
Une gardienne de but au handball.

Le gardien de but défend un but de 3 m de large sur 2 m de haut. Il peut empêcher le ballon de rentrer avec la totalité de son corps. Le gardien de but est neutre : s'il dévie un tir derrière son but, il n'y a pas corner. Cependant, s'il renvoie le ballon en touche, la remise en jeu sera accordée à l'adversaire.
Un gardien de handball ne possède généralement pas de gants ni de protections en dehors d'une coquille, notamment dans le but de pouvoir relancer la balle en contre-attaque de manière plus rapide et précise.

Björgvin Páll Gústavsson effectue une parade en étoile en 2020
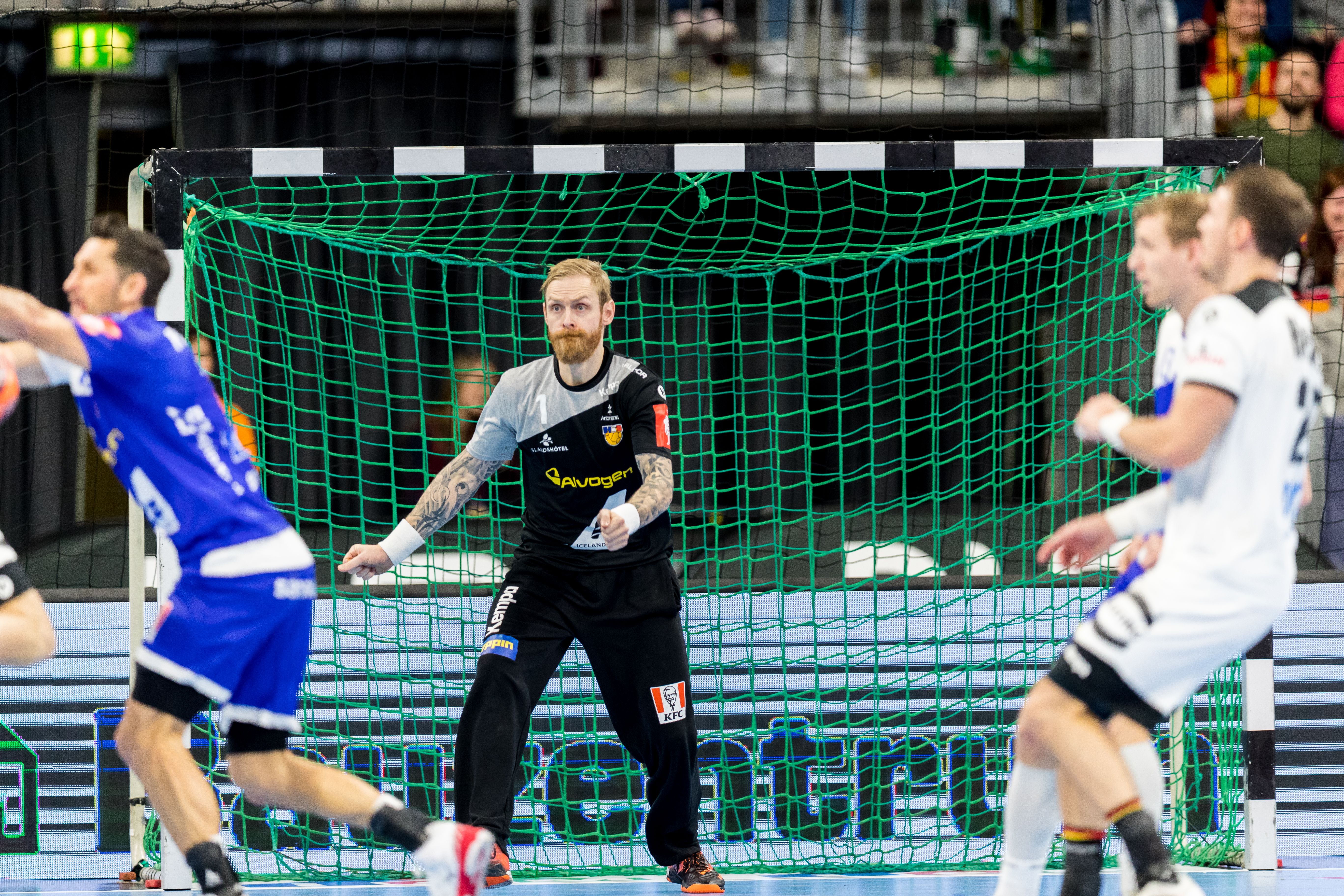
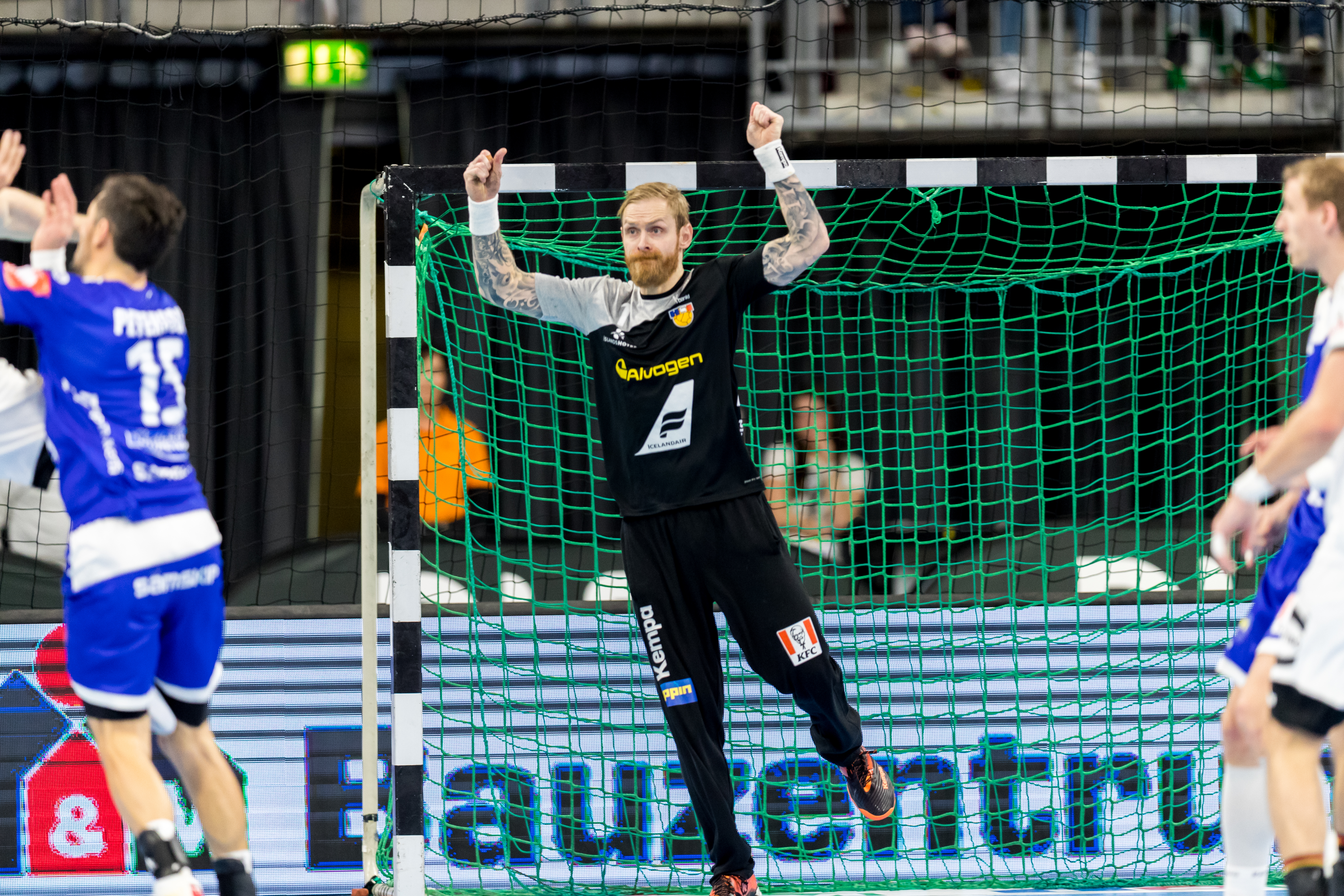
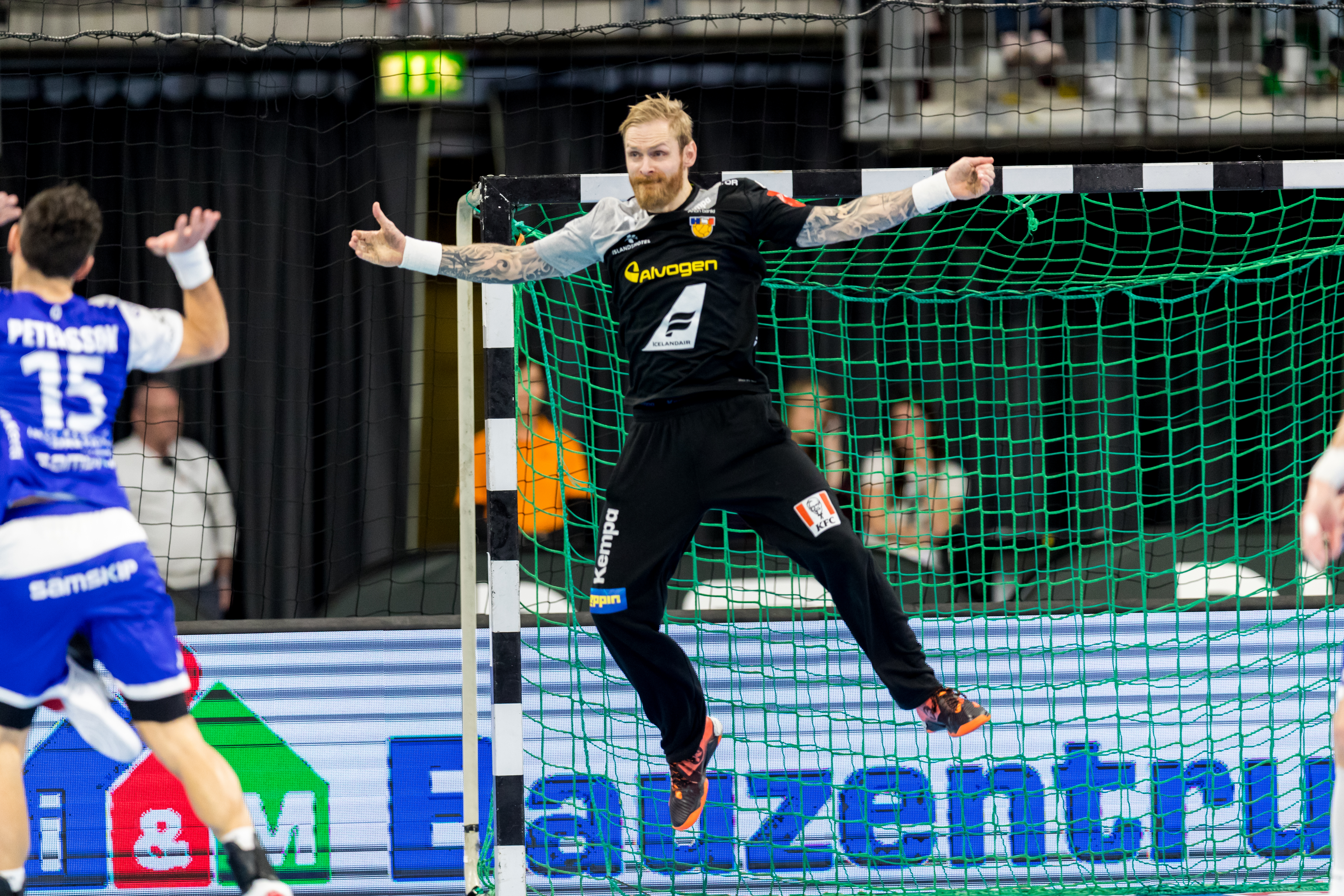
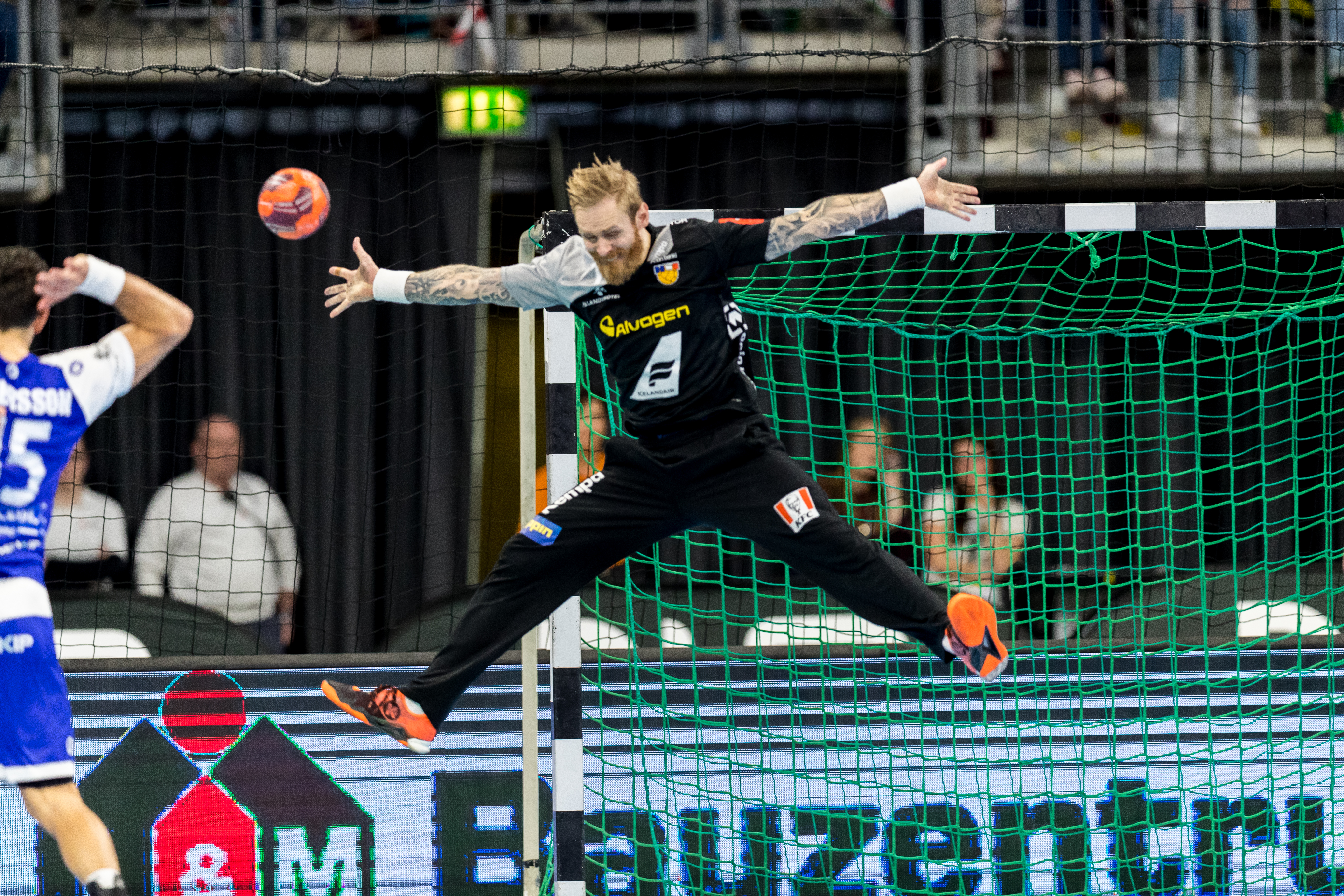
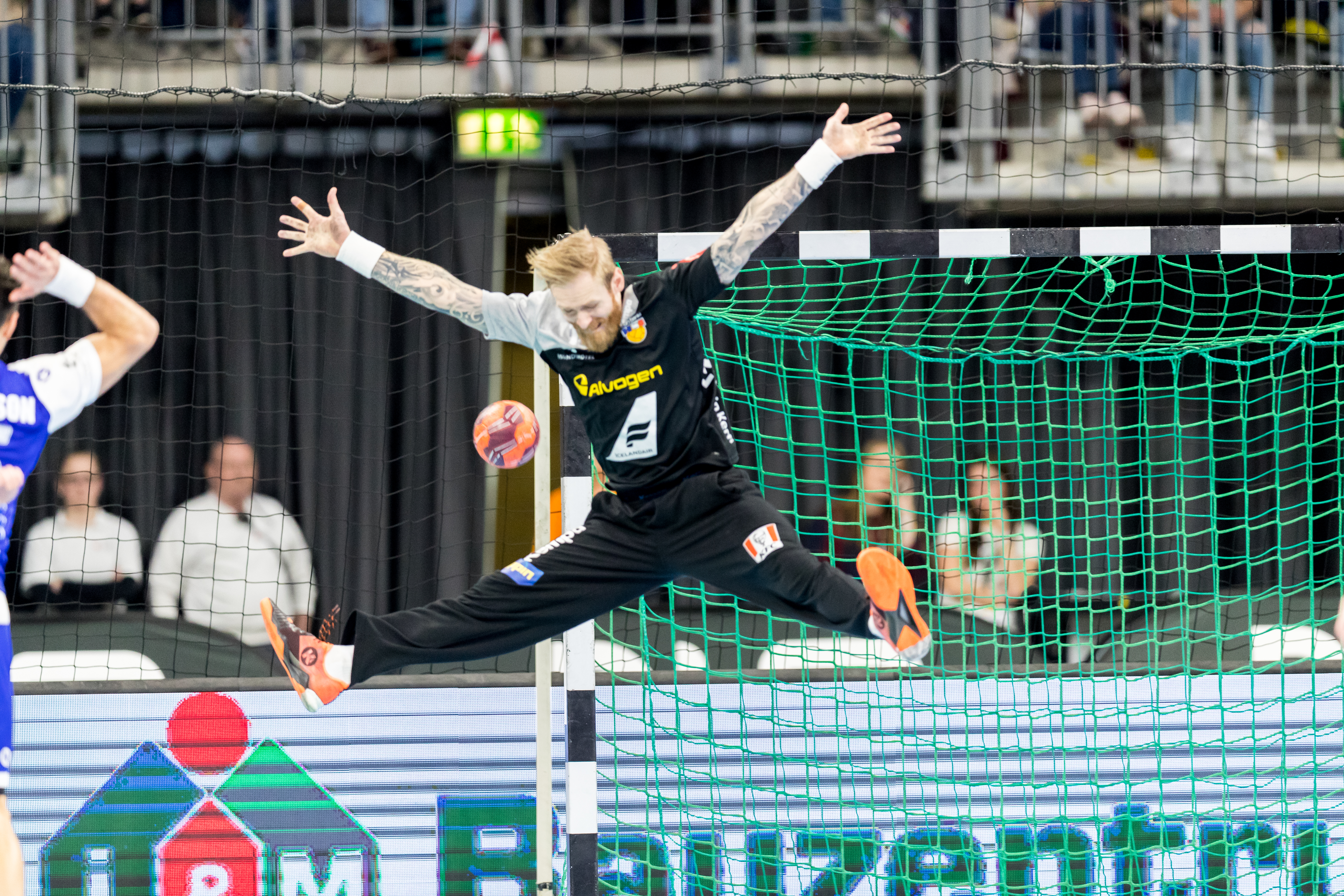

## Au hockey sur glace

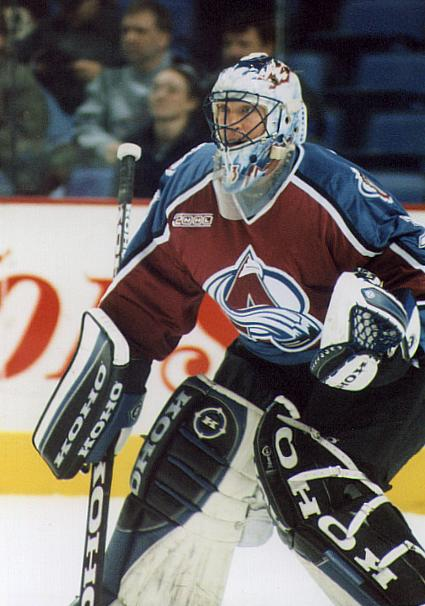
Un gardien de but au hockey sur glace.

Au hockey sur glace, le gardien de but défend un but de 1,83 m de large sur 1,22 m de haut. Il peut empêcher le palet (rondelle, puck) de rentrer avec la totalité de son corps et sa crosse (bâton). Parmi les équipements du gardien, citons le casque, les diverses protections (guêtres (jambières), bavette, patins pour gardiens, plastron...) et la crosse (bâton). Différents termes désignent des techniques de gardien de but au hockey sur glace comme : une parade, un blanchissage, le style papillon... Dans ce sport, le jeu se déroule aussi bien derrière que devant le but. 